# Saltsjöbanan
Saltsjöbanan — приміська залізниця у Стокгольмі. 
Складається з двох ліній: довша – на трасі Слюссен – Сальтшебаден, а коротша на маршруті Ігельбуда — Солсідан. 
Лінії перетинаються на станції Ігельбуда. 
Поїзди курсують що 20 хвилин у будні дні, а також що півгодини ввечері та у вихідні
.
Є під орудою Storstockholms Lokaltrafik.
Довжина становить 18,5 км і обслуговує 18 станцій. 
В середньому у будень здійснюється 17 200 поїздок. 

Лінія в основному одноколійна (з роз'дами між Нака і Сальтсьо-Ярла, а також між Сторенгеном і Сальтше-Дувнясом) і ізольована від національної залізничної мережі Швеції, хоча обидві мають ширину колії 1435 мм. 

## Історія
У 1889 році шведський фінансист і політик Кнут А. Валленберг купив 890 га землі для майбутнього сучасного заміського житлового масиву типу «місто-сад». 
Вузькі дороги та відсутність громадського транспорту призвели до того, що новий район був сполучений із центром Стокгольма залізничною лінією. 
Лінія була відкрита в 1893 році, її продовжили після будівництва тунелю довжиною 693 м під горою Ерст. 
Лінія була електрифікована в 1913 році, а в 1936 році її подовжили до Слуссена у центрі Стокгольма
.
З липня 2016 року рух на лінії частково призупинено 
 
на час реконструкції лінії, в основному зосередженої на безпеці та зниженні ризику аварій 
. 
Потяги курсують лише до станції Хенріксдаль, яка знаходиться на межі муніципалітетів Нака та Стокгольма. 
Лінія буде знову відкрита після завершення реконструкції Слуссена, можливо, в 2026 році

## Лінія
| Лінія  | Маршрут                | Час подорожі | Довжина | Станція |
| ------ | ---------------------- | ------------ | ------- | ------- |
| L25    | Слюссен – Сальтшебаден | 30 хв        | 16 км   | 14      |
| L26    | Ігельбуда – Солсідан   | 6 хв         | 3 км    | 5       |
| Разом: | Разом:                 | Разом:       | 18.6 км | 18      |